# スマホ同期
スマホ同期 (英: Your Phone)は、AndroidやiOSのデバイスをWindows 10デバイスに接続するために、Microsoft Windows 10用に開発されたアプリ。これにより、Windows PCは、接続された電話で最新の2,000枚の写真にアクセスし、SMSメッセージを送信し、電話をかけることができる。Windows 10 October 2018 Update（1809）の一部として、従来のPhone Companionアプリに替わり標準搭載された。スマホ同期にはAndroidデバイスの画面をミラーリングする機能があるが、まだベータ版であり、対応している一部のSamsungデバイスでのみ使用できる。このアプリには、デバイス間のコピーアンドペースト機能もあり、ユーザーは各デバイスで同じコピーアンドペーストのショートカットを使用して、AndroidデバイスとWindowsデバイスとの間でコピーしたテキストと画像を送受信できる。この機能は現在Samsung Galaxy S20、S20+、S20 Ultra、Z Flipで機能する。 

## 歴史
2015年5月26日、Microsoftは、PCをWindows Phone、Android、iOSスマートフォンに接続するためのPhone Companionアプリを発表した。
その後の2018年5月7日のBuild 2018イベントで、マイクロソフトはスマホ同期アプリを発表した。これにより、ユーザーはPCを使用して、電話で最近の写真を表示したり、SMSメッセージを送信したりできるようになる。 
Samsung Galaxyノート10発売イベントで、マイクロソフトは、Bluetoothを介してPC上で直接電話を受信する追加の電話機能のプレビューを行った。この機能は、2020年2月20日にすべてのAndroid携帯で利用できるようになった。 